# Gran Mesquita de Mahdia
La gran mesquita de Mahdia, a la ciutat de Mahdia, a Tunísia, és una mesquita fundada pel califa fatimita al-Mahdí Ubayd-Al·lah el 916.
Encara que fou restaurada diverses vegades, el 1962 es va completar una restauració més a fons que l'ha deixada en un excel·lent estat, seguint el pla originari del segle x. És una mesquita simple sense minaret amb un porxo monumental. Els fatimites eren xiïtes, no construïen minarets a les mesquites.
El pati central està envoltat d'un pas cobert amb columnes. Set portalades massisses donen a la sala de pregària proporcionada com la gran mesquita de Kairuan. Encara s'hi troben alguns vestigis del palau d'al-Mahdí, a uns 250 metres de la mesquita: un mosaic d'un seixanta metres quadrat del seu fill. Els dos palaus estaven separats per una gran plaça.
Abans la gran mesquita no es podia visitar, però ara es pot fer fora de les hores de pregària.
Propera, hi ha la mesquita del hajj Mustafà Hamza, que fou fundada per aquest religiós –hajj vol dir que havia fet la peregrinació a la Meca–, el 1772. S'ha restaurat també més d'una vegada durant el segle xx. El seu model arquitectònic és purament otomà. La mesquita de Sulaiman Hamza és del mateix estil arquitectònic otomà, amb minaret octogonal. Altres mesquites i zàwiyes de Mahdia són la mesquita de les Bessones, la zàwiya d'Amamra, la zàwiya de Sidi Abdessalam i la zàwiya de Ben Romdhane.

## Galeria

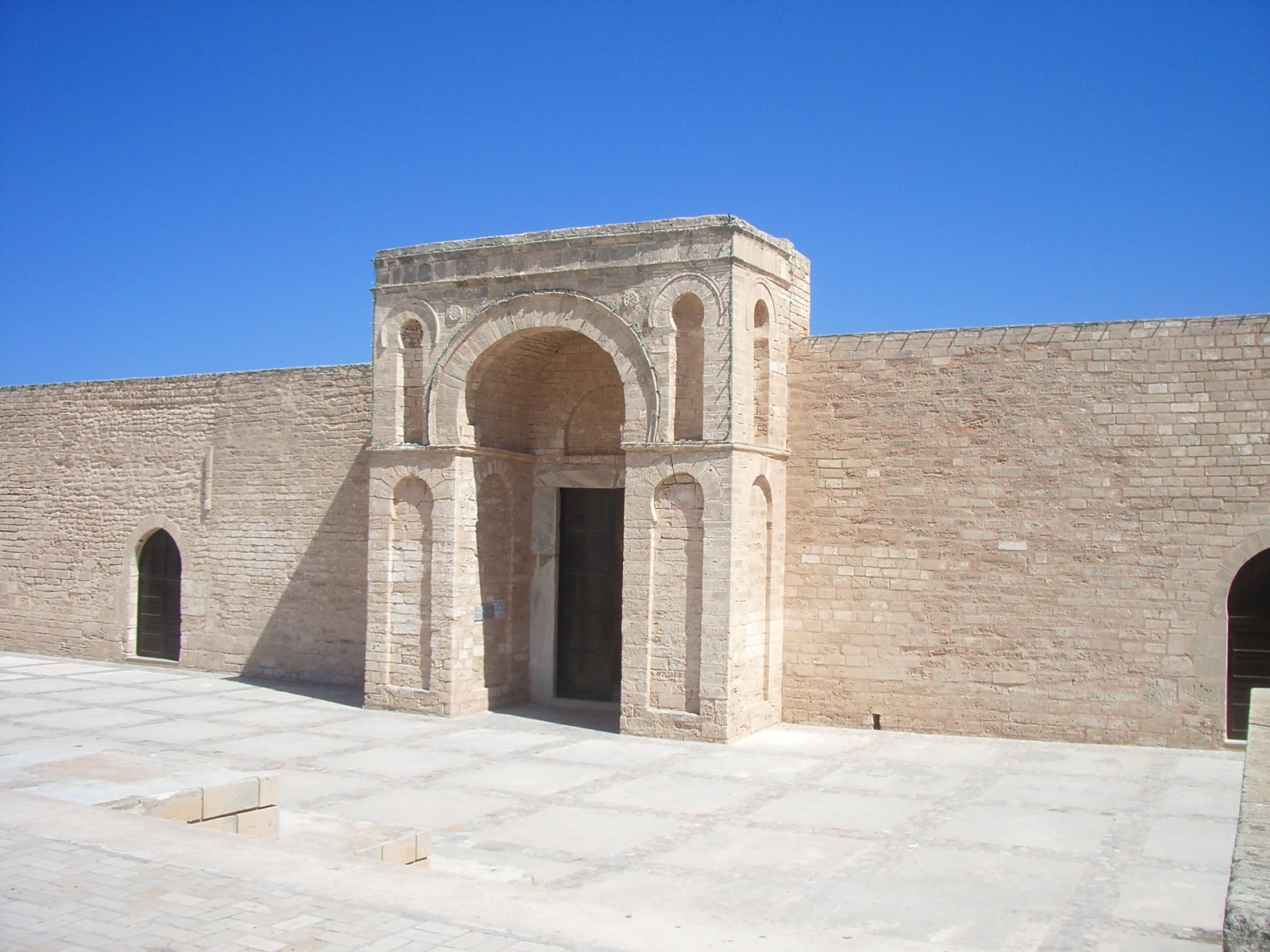
La gran mesquita
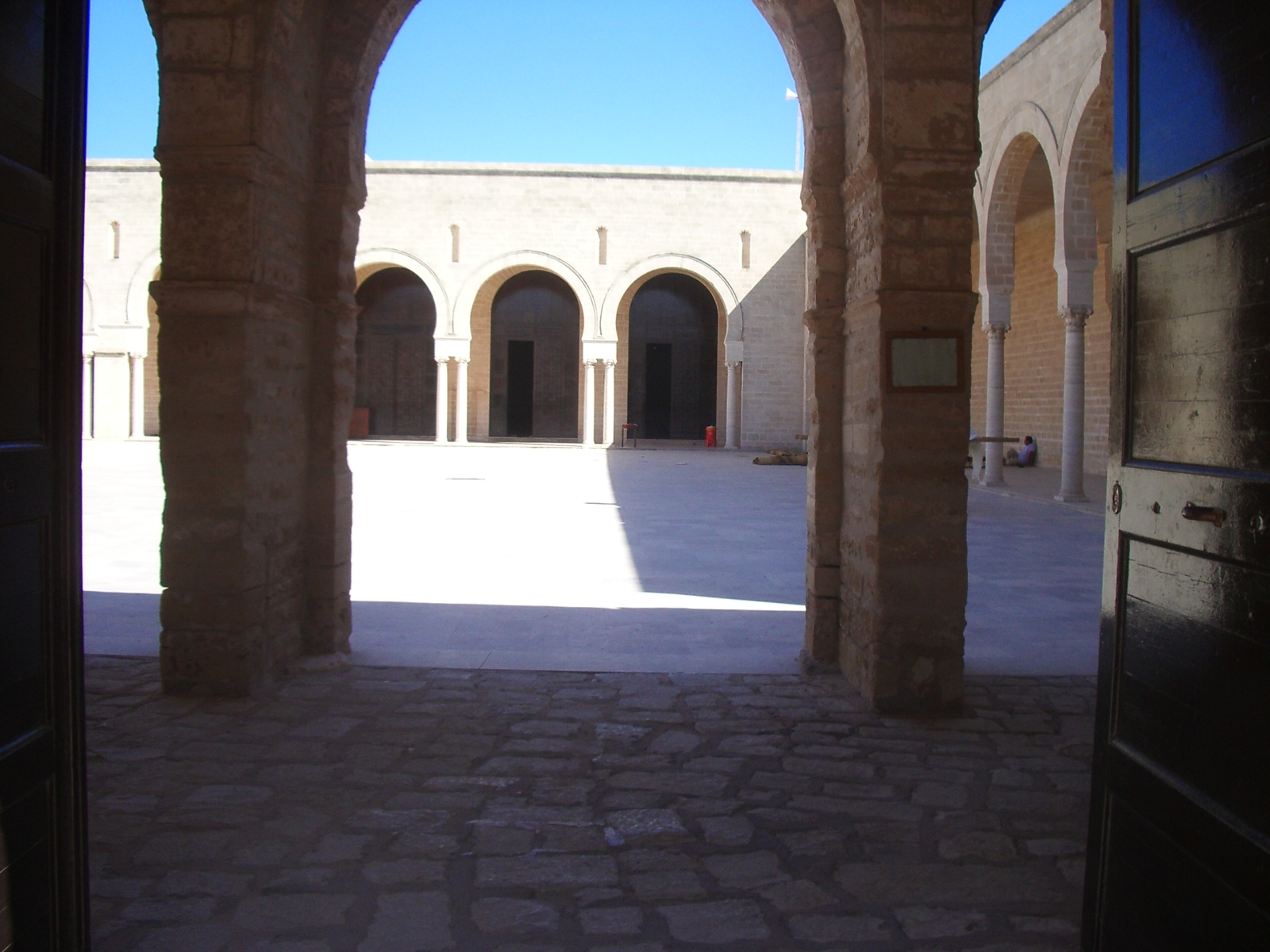
Pati
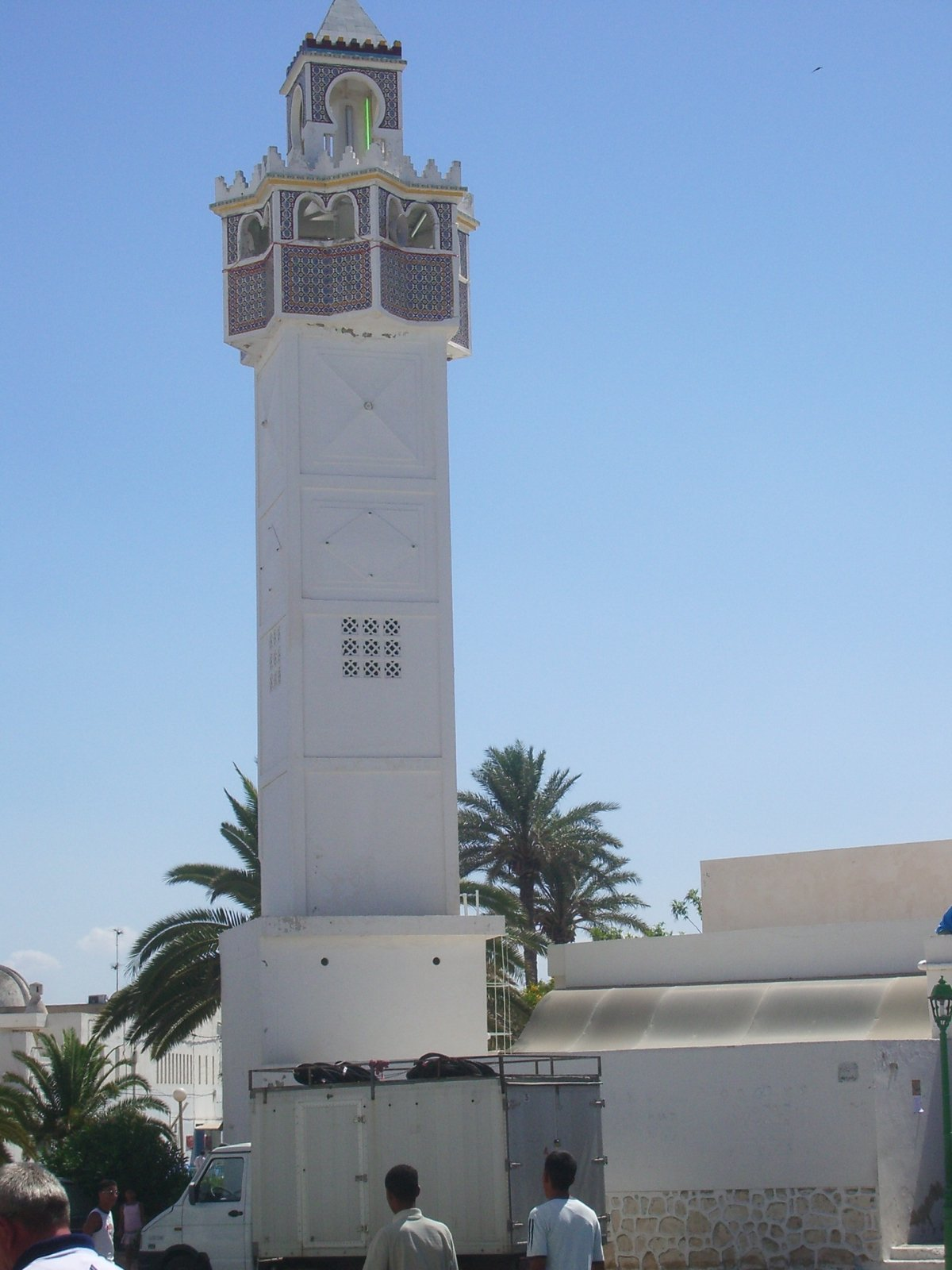
Zàwiya a la vora del Skifa Kahla
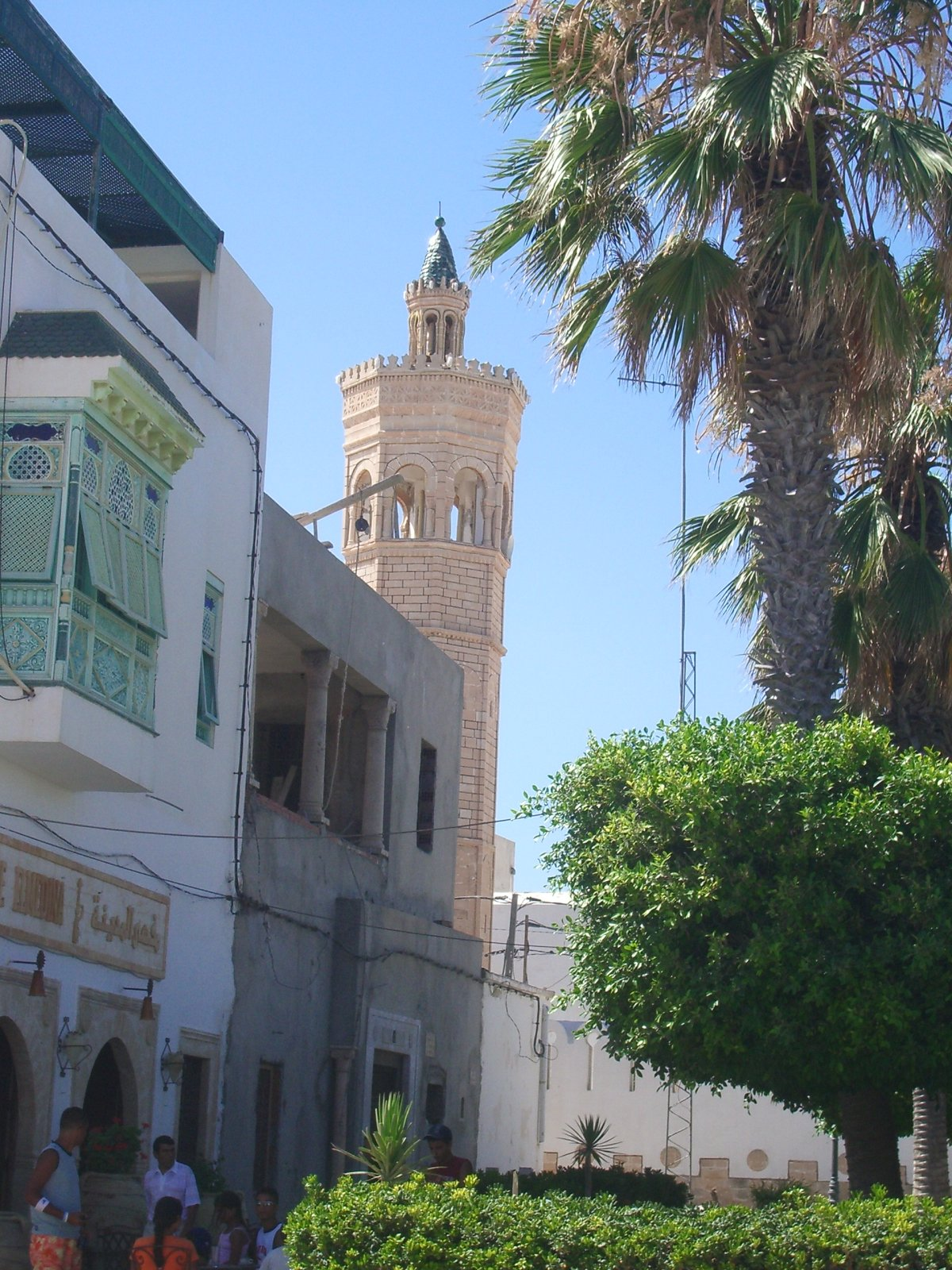
Mesquita de Sulaiman Hamza